# Prey (The Walking Dead)
«Presa» —título original en inglés: «Prey»— es el décimo cuarto episodio de la tercera temporada de la serie de terror y apocalíptica The Walking Dead. Se transmitió en AMC en los Estados Unidos el 17 de marzo de 2013. En España, el episodio se transmitió el 18 de marzo, mientras que en Latinoamérica el episodio se emitió el 19 de marzo del mismo año respectivamente por FOX International. El episodio lo dirigió por Stefan Schwartz y el guion estuvo a cargo de Evan Reilly y Glen Mazzara.
En este episodio Andrea finalmente toma la decisión de apoyar al grupo de Rick y por lo tanto se decide por advertirle al grupo sobre el inminente ataque de Woodbury a la prisión, iniciando una carrera contra el tiempo, sus acciones inconscientemente causan algunos conflictos en el cada vez más dividido grupo de Tyresse. Mientras que la misión de Andrea se vuelve más peligrosa cuando el despiadado y tiránico Gobernador inicia un juego del gato y el ratón con ella para impedirlo.

## Argumento
En un flashback, Andrea (Laurie Holden) y Michonne (Danai Gurira) pasan la noche acampando en el bosque. Andrea le pregunta a Michonne si conocía a sus caminantes mascotas, y la mujer se queda callada.
El Gobernador (David Morrissey) sigue habiendo actividad pre militar y el Gobernador está más decidido que nunca a atacar a la comunidad de inocentes sobrevivientes. En una señal de desobediencia al gobernador, Milton (Dallas Roberts) le comenta a Andrea que no hay ninguna tregua con el grupo de la prisión y enfatiza esto al mostrarle a su compañera, el "taller personal del Gobernador", que no es más que una sala oscura de tortura reservada especialmente para Michonne. Sabiendo de sus errores al creer en el malvado hombre, Andrea considera matar al desalmado líder del pueblo, pero Milton la detiene explicándole que eso no salvará a sus amigos y que se prepare para lo inevitable.
Andrea sin rendirse fácilmente en su misión personal por evitar más muertes, se dirige a la barrera del pueblo donde se ve obligada a enfrentarse a Tyreese (Chad L. Coleman) y a su hermana Sasha (Sonequa Martin-Green), con tal de conseguir escapar del pueblo e ir a advertirle a quienes fueron en el pasado sus compañeros y familia. Los dos hermanos quedan preocupados por las acciones de Andrea y se lo notifican al Gobernador. Al escuchar de las acciones de su amante, el gobernador miente sobre el pasado de Andrea, haciéndola parecer una mujer loca y paranoica. Tras esto, regaña a Milton por fallarle en su misión de vigilar a Andrea y procede a realizar su propia búsqueda por detener a la mayor amenaza en sus planes.
En el "pozo de mordedores" de Woodbury. Tyresse y Sasha se reencuentran con Allen (Daniel Thomas May) y Ben (Tyler Chase), quienes desde que se unieron a las fuerzas del gobernador se ven más que dispuestos a lo que sea con tal de no volver a ser débiles. Tyresse y Sasha quedan horrorizados de ver que los soldados del pueblo están planeando usar mordedores en el asalto a la prisión, y tras una breve pelea contra Allen, ambos hermanos terminan por comprender las razones detrás del comportamiento de Andrea.
Andrea se ve obligada a desplazarse a la prisión a pie y eliminar a varios caminantes armada solo con un cuchillo. Las cosas se complican cuando el Gobernador logra interceptarla y la persigue con su camioneta. La mujer se refugia en una fábrica, lugar donde trata de perder de vista al tétrico Gobernador, quien se ve dispuesto a eliminarla con tal de saciar sus deseos de venganza. No obstante Andrea se las arregla para escapar y a su vez mantener al Gobernador ocupado, al obligar a su nuevo a enemigo a enfrentarse a varios caminantes. Esa misma noche, una persona desconocida visita el pozo de mordedores y lo destruye al encenderlo en llamas, frustrando de esa manera los planes originales del grupo.
Al día siguiente, una exhausta Andrea se las arregla para finalmente llegar a las afueras de la prisión. Sin embargo es capturada por el Gobernador, antes de que Rick (Andrew Lincoln) pueda verla. A su regreso a Woodbury, el Gobernador le miente a Milton sobre lo acontecido afirmando que no encontró a Andrea, cuando en realidad la tiene retenida en su taller personal.

## Producción
El episodio se centra en el escape de Andrea de Woodbury, por lo que Sarah Wayne Callies, Norman Reedus, Steven Yeun, Lauren Cohan, Chandler Riggs, Michael Rooker, Melissa McBride y Scott Wilson no aparecen, pero igual son acreditados. Emily Kinney tampoco aparece en este episodio. 
El título del episodio original era "Killer Within: Part II".

## Recepción

### Audiencia
Este episodio fue visto por 10,84 millones de espectadores en su emisión original

### Crítica
Zack Handlen, de The A.V. Club, le dio al episodio una B+ en una escala de la A to F, comentando "no es una extraordinaria hora de televisión, pero es un sonido fundamental en la manera en la que el show siempre lidia" y argumento que tiene "un sentido definitivo de propósito, y una historia mayor con un principio, un clímax, y un inesperado final."
Eric Goldman de IGN le dio al episodio un 8.4 en una escala de 10, llamándolo un episodio "efectivo", y escribió que disfrutó de las escenas en las que el Gobernador caza a Andrea, esa jugada de "tipo historia de horror/thriller". Él también disfrutó el hecho de que muchos personajes secundarios estuvieron más frescos, como Tyreese, Sasha y Milton, pero sintió que el flashback al inicio del episodio era raro de colocar.
Julio Vélez de CinePremiere le dio al episodio cuatro estrellas y media de cinco argumentando:"Así, a sólo dos episodios para concluir la temporada, el equipo creativo y de actores en The Walking Dead nos demuestra que la serie tiene todavía mucho que aportar a la pantalla chica. ¿Comenzará finalmente el conflicto con This Sorrowful Life” y concluirá en Welcome to the Tombs? ¿Tendremos una escena tipo Hostal con la pobre Andrea? No creo que les haya caído tan mal como para merecer tan horrible destino… ¿o acaso somos peores monstruos que los zombies? Eso déjenselo a Phil…".